# 最上峡芭蕉ライン観光
最上峡芭蕉ライン観光株式会社（もがみきょうばしょうラインかんこう）は、山形県最上郡戸沢村に本社を置き、同村の最上峡を舟で運航する企業。

## 概要

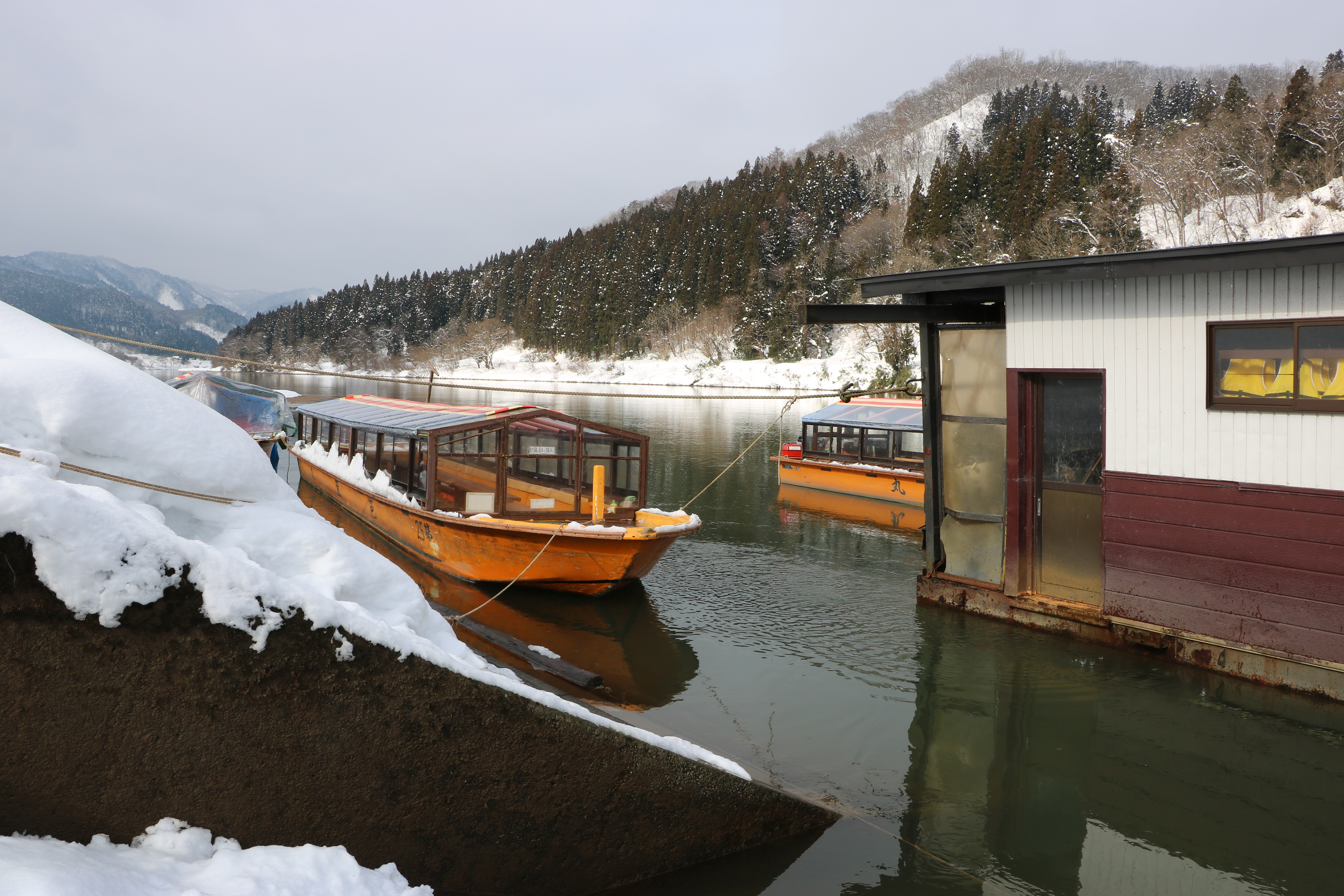
最上峡芭蕉ライン乗船場の古口港（2022年1月23日撮影）

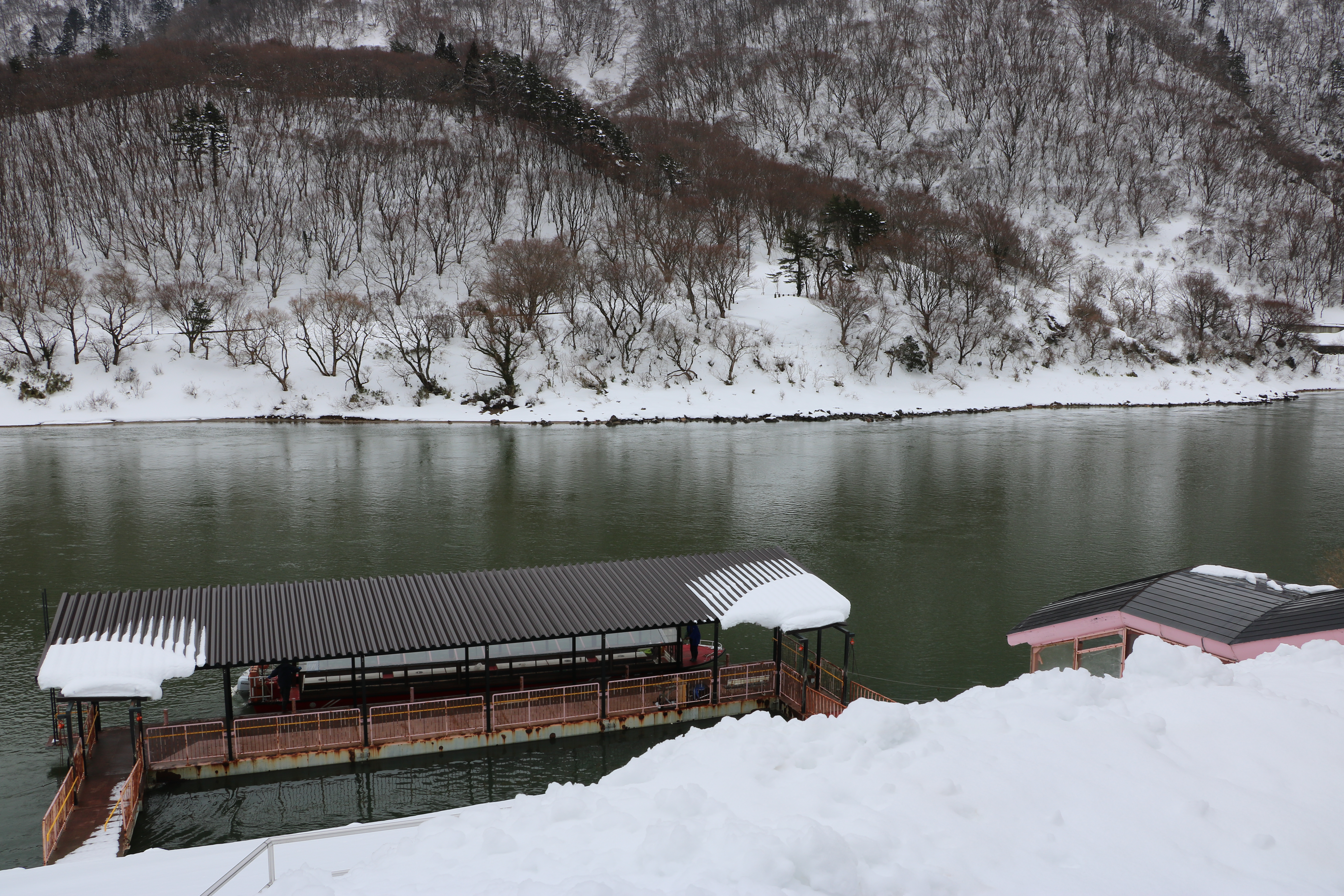
最上峡芭蕉ライン下船場の草薙港（2022年1月23日撮影）

最上峡（最上川）にある古口港（戸沢藩船番所、北緯38度44分21.5秒 東経140度9分0.6秒）を起点にし、草薙港（川の駅・最上峡くさなぎ、北緯38度46分1.7秒 東経140度3分1.3秒）に至る約12kmの航路を約1時間かけて下る舟下りを運航している。定期船は1人から乗車可能。
定期船が運行するコースのほぼ中間地点にはふるさと村（通称水上コンビニ、北緯38度45分19.6秒 東経140度6分4.4秒）が存在し、定期船の休憩場所となっている。トイレや売店が存在する他、収容人数100人のバーベキューハウスなども存在する。夏にはふるさと村内にあるひょうたん池で、イワナやヤマメといった川魚のつかみ捕り体験も行われている。
舟乗り場の古口港ではそば打ち体験やいかだ下りなどのイベントも行われている。

## 沿革
- 1964年 - 設立。
- 1967年 - 旅客不定期航路事業として許認される。
- 1972年 - 雪見船導入。
- 1977年 - 下船場に売店、レストラン設立。（最上川観光センター）
- 1980年 - 戸澤藩船番所を復元し、本社及び乗船所を新設。乗船所にも売店、食堂を開設。
- 1988年 - 対岸に最上峡ふるさと村を設立。
- 1991年 - 下船場に最上川リバーポートを新設。
- 1999年 - 手打蕎麦処の開設。
- 2002年 - トレッキングツアー、巨木ツアーを導入。
- 2006年 - 本社の船番所がリニューアルされる。
- 2007年 - イス船導入。
- 2014年 - 旅客不定期航路「本合海航路」を開始。
- 2016年 - 最上川リバーポートを「川の駅最上峡くさなぎ」に、名称変更。
- 2017年 - 第1回プロが選ぶ水上観光船30選で1位を受賞。
- 2021年 - 第5回プロが選ぶ水上観光船30選で1位を受賞[2]。
- 2022年 - 第6回プロが選ぶ水上観光船30選で2年連続の1位を受賞[3]。
- 2023年 - 第7回プロが選ぶ水上観光船30選で3年連続の1位を受賞[4][5]。
- 2024年7月 - 山形県内を襲った豪雨の影響で16隻の舟のうち11隻が流された[注 1]。大雨が降り始めた7月25日から運航を中止していたが、翌月8月1日、流されなかった観光船5隻で運営を再開した[9]。

## 航路
- 定期航路（古口港 - 草薙港 12km、所要時間約1時間）
- 白糸の滝航路（草薙港 - 草薙港 520m、所要時間約30分、要予約）
- 本合海航路（本合海港 - 古口港 8.5km、所要時間約50分、要予約）

## 営業時間
- 4月 - 11月：8時30分 - 17時
- 12月 - 3月（暖房船）：9時 - 16時30分

## アクセス
舟乗り場の古口港は国道47号沿いに位置。そのすぐ近くには陸羽西線が走り、古口駅から徒歩5分の位置に存在する。